# Expulsió dels moriscos de la serra d'Espadà
La Revolta de la serra d'Espadà de 1609 fou un dels focus de resistència dels moriscos contra la seva expulsió del Regne de València.

## Antecedents
L'expulsió dels moriscos del Regne de València fou dictada pel lloctinent de València Luis Carrillo de Toledo el 22 de setembre de 1609.
Els preparatius secrets en els dies previs a la publicació de l'avís van consistir en el desembarcament dels 1000 homes del terç de Lombardia, 800 del terç de Sicília, 1700 del terç de Nàpols, i el Batalló de la Milícia Efectiva del Regne de València, dels quals es van destinar 550 soldats de tres companyies del terç de Llombardia i dos del terç de Nàpols al port de Vinaròs a càrrec de Pedro de Toledo, que va distribuir efectius en els ports que calia assegurar i es va fixar la vila d'Onda com a plaça d'armes, a càrrec del mestre de camp Juan de Córdoba.
Els moriscos foren conduïts en llargues columnes fins als ports de Vinaròs, València, Dénia, Xàbia i Alacant, on es va concentrar les flotes de Gènova, comandada per Carlo Doria, Nàpols, per Álvaro de Bazán y Benavides, Sicília i Portugal per Pedro Álvarez de Toledo y Leiva, Espanya, comandada per Luis Carrillo de Toledo, Catalunya, comandada per Ramon d'Oms i de Calders i la de l'Oceà, per Luis Fajardo de Córdoba. Els moriscos s'havien de pagar el passatge i es podien endur els béns.

## La revolta
L'ocupació de la serra d'Espadà, amb escassa presència de cristians, llevat d'Onda, Sogorb i Nules era prioritària doncs ja s'havia revoltat entre 1525 i 1528, i fou encarregada a Juan Maldonado. Pere Escrivà va recórrer els pobles fronterers amb l'Aragó mobilitzant els cristians amb armes per evitar que els moriscos s'hi dirigissin.
El 27 de setembre els moriscos començaven a alterar-se i encara no s'havia ocupat la serra d'Espadà, i Pedro de Toledo va ordenar als seus homes, comandats per Juan Maldonado accedir-hi mentre Pere Escrivà va establir dos forts i un altre punt de vigilància amb 50 soldats, bloquejant la serra esperant l'acceptació de l'ordre d'expulsió.
Els primers viatges cap al nord d'Àfrica foren duts a terme amb rapidesa; però corregué el rumor que eren maltractats durant el viatge, àdhuc tirats a mar, i robats i assassinats en arribar a la destinació, fet que provocà l'aixecament, el 20 d'octubre de 1609, d'uns 6000 moriscs, que es refugiaren a la serra d'Espadà i d'uns 2000 a la Mola de Cortes. Davant la poca efectivitat del duc de Sogorb fou enviat Agustín Mexía des de Xàtiva, que s'encarregava de reduir als revoltats de Mola de Cortes. Els revoltats foren finalment reduïts per inanició i l'excepcionalitat de permetre romandre el sis per cent dels moriscos fou revocada el 9 de gener de 1610.

## Conseqüències
El gener del 1610 va finalitzar l'operació, havent estat expulsats 116.000 moriscos, 5.000 havien mort, 2.000 havien fugit i uns 500 havien estat enviats a galeres, quedant al territori un màxim de 1000 famílies. El 29 de maig de 1610 s'inicià l'embarcament els moriscs d'Aragó i Catalunya al port dels Alfacs, i fins al 16 de setembre s'embarcaren 38.286 moriscos aragonesos i 3.666 catalans. L'expulsió es donà acabada el 20 de febrer de 1614.